# Landesbank Saar
Die Landesbank Saar (kurz SaarLB) ist eine rechtsfähige Anstalt des öffentlichen Rechts mit Sitz in Saarbrücken und das größte Kredit- und Pfandbriefinstitut im Saarland. Im Jahr 2025 betrug die Bilanzsumme 18,43 Milliarden Euro. Kernmärkte sind Deutschland und Frankreich.

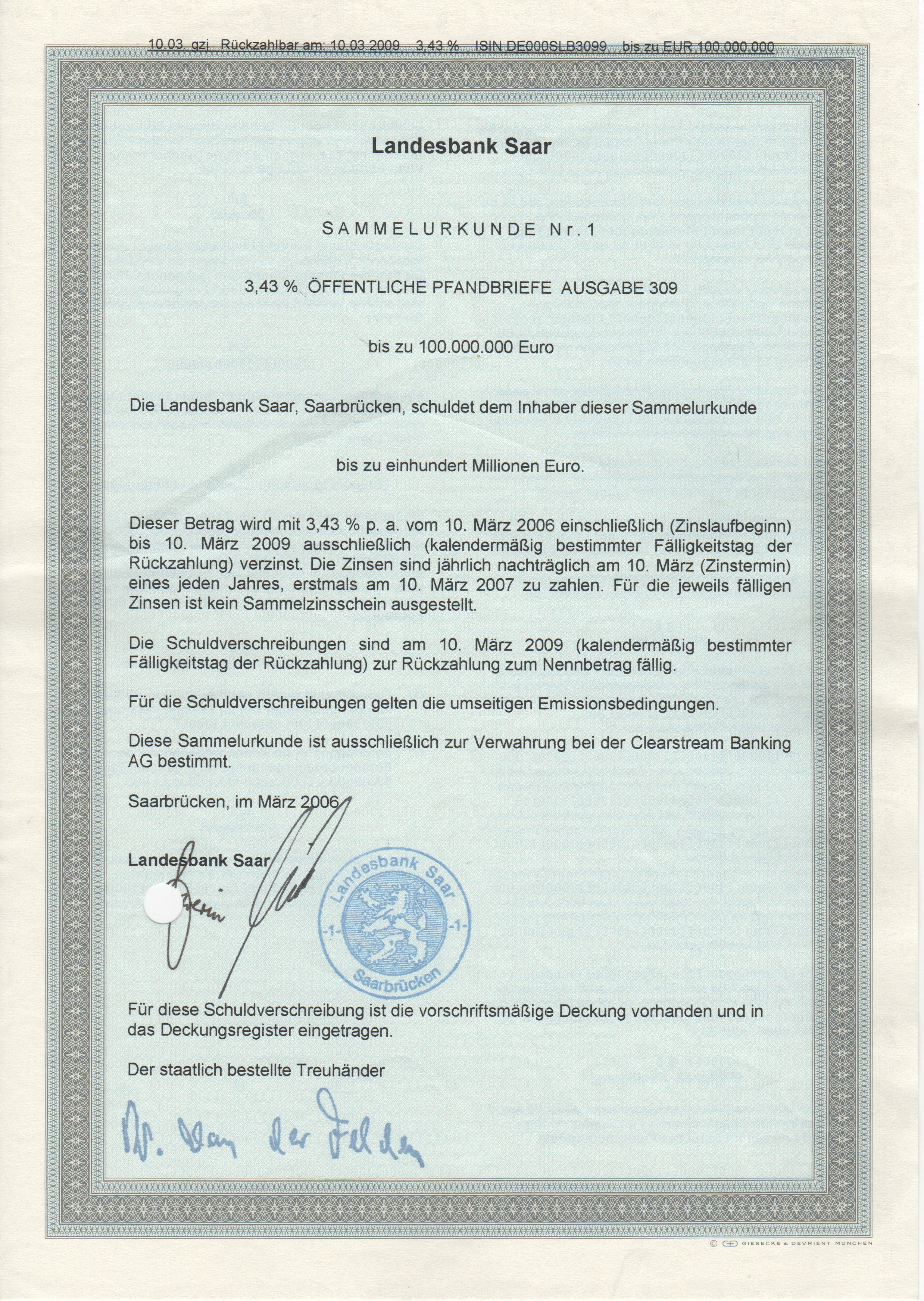
Sammelurkunde öffentlicher Pfandbriefe der Landesbank Saar vom März 2006

Anteilseigner der SaarLB waren bis zum 31. Dezember 2013 die Bayerische Landesbank (BayernLB, 49,9 Prozent), das Saarland (35,2 Prozent) und der Sparkassenverband Saar (14,9 Prozent), nachdem die Bayerische Landesbank im Rahmen der Finanzkrise im Juni 2010 einen Anteil von 25,2 Prozent für 65 Millionen Euro an das Saarland verkaufte. Dieses Anteilsverhältnis änderte sich mit Wirkung zum 30. September 2013, da die saarländischen Sparkassen schon bisher gehaltene Stille Einlagen in sogenanntes „hartes Kernkapital“ wandelten. Die Beteiligungsquoten betrugen zu diesem Termin 43,92 Prozent für die BayernLB, 30,98 Prozent für das Saarland und 25,10 Prozent für den Sparkassenverband Saar.
Mit Wirkung zum 1. Januar 2014 veräußerte die BayernLB ihre restlichen Anteile an das Saarland, so dass nunmehr das Saarland mit 74,90 Prozent und der Sparkassenverband mit 25,10 Prozent an der SaarLB beteiligt sind. Im Jahr 2019 trennte sich die Landesbank Saar vom Privatkundengeschäft, die Konten wechselten zur Sparkasse Saarbrücken.

## Standorte
Die Landesbank Saar in Saarbrücken unterhält drei Niederlassungen in Frankreich (Paris, Straßburg und Lyon) und zwei Vertriebsbüros in Koblenz und Mannheim.